# Нигерија на Светском првенству у атлетици у дворани 2014.
Нигерија је учествовала на Светском првенству у атлетици у дворани 2014. одржаном у Сопоту од 7. до 9. марта петнаести пут, односно учествовала је на свим првенствима до данас. Репрезентацију Нигерије представљало је 12 такмичара (5 мушкараца и 7 жена), који су се такмичили у три дисциплине.,
На овом првенству Нигерија није освојила ниједну медаљу али су остварена два рекорда континента. У табели успешности према броју и пласману такмичара који су учествовали у финалним такмичењима (првих 8 такмичара) Нигерија је са два учесника у финалу делила 30. место са 6 бодова. 

| Плас. | Земља    | 1. место | 2. место | 3. место | 4. место | 5. место | 6. место | 7. место | 8. место | Бр. финал. | Бод. |
| ----- | -------- | -------- | -------- | -------- | -------- | -------- | -------- | -------- | -------- | ---------- | ---- |
| =30.  | Нигерија | 0        | 0        | 0        | 0        | 1        | 0        | 1        | 0        | 2          | 6    |

## Учесници
| Мушкарци: - Tobi Ogunmola — 4 х 400 м - Noah Akwu — 4 х 400 м - Salihu Isah — 4 х 400 м - Кристијан Мортон — 4 х 400 м - Orukpe Joseph Eraiyokan — 4 х 400 м | Жене: - Глорија Асумну — 60 м - Реџина Џорџ — 400 м - Омолара Омотосо — 4 х 400 м - Folashade Abugan — 4 х 400 м - Bukola Abogunloko — 4 х 400 м - Patience Okon George — 4 х 400 м - Tameka Jameson — 4 х 400 м |  |

## Резултати

### Мушкарци
| Атлетичар                                                                         | Дисциплина | Лични рекорд | Квалификације | Квалификације | Финале                | Финале | Детаљи |
| Атлетичар                                                                         | Дисциплина | Лични рекорд | Резултат      | Место         | Резултат              | Место  | Детаљи |
| --------------------------------------------------------------------------------- | ---------- | ------------ | ------------- | ------------- | --------------------- | ------ | ------ |
| Tobi Ogunmola, Noah Akwu, Salihu Isah, Кристијан Мортон, Orukpe Joseph Eraiyokan* | 4 х 400 м  | 3:09,76 НР   | 3:07,95 АФР   | 3. у гр. 2    | Нису се квалификовали | 7 / 10 |        |

- Такмичар у штафети обележен звездицом био је резерва.

### Жене
| Атлетичарка                                                                                 | Дисциплина | Лични рекорд | Квалификације  | Квалификације | Полуфинале      | Полуфинале      | Финале                | Финале                | Детаљи |
| Атлетичарка                                                                                 | Дисциплина | Лични рекорд | Резултат       | Место         | Резултат        | Место           | Резултат              | Место                 | Детаљи |
| ------------------------------------------------------------------------------------------- | ---------- | ------------ | -------------- | ------------- | --------------- | --------------- | --------------------- | --------------------- | ------ |
| Глорија Асумну                                                                              | 60 м       | 7,07         | 7,19 КВ, ЛРС   | 1. у гр. 5    | 7,11 КВ, ЛРС    | 2. у гр. 1      | 7,18                  | 7 / 43                |        |
| Реџина Џорџ                                                                                 | 400 м      | 51,05        | 51,60 КВ, ЛРС  | 1. у гр. 1    | Није стартовала | Није стартовала | Није се квалификовала | Није се квалификовала |        |
| Омолара Омотосо, Folashade Abugan, Bukola Abogunloko, Patience Okon George, Tameka Jameson* | 4 х 400 м  |              | 3:29,67 кв,АФР | 3. у гр. 1    |                 |                 | 3:31,59               | 6 / 8                 |        |

- Такмичарка у штафети обележена звездицом била је резерва.